# Entedon delvarei
Entedon delvarei är en stekelart som beskrevs av Jean-Yves Rasplus 1990. Entedon delvarei ingår i släktet Entedon och familjen finglanssteklar.
Artens utbredningsområde är Senegal. Inga underarter finns listade i Catalogue of Life.